# De Kus (Koen Vanmechelen)
De Kus is een symbolisch kunstwerk van Koen Vanmechelen gehuldigd aan Brustempoort te Sint-Truiden.
Het staat symbool voor respect, liefde en vertrouwen. Met de twee zwaarden grijpt Vanmechelen terug naar het verleden, naar de tijd dat er zwaarden waren en mensen elkaar bevochten. De twee zwaarden vormen een kruis en versmelten tot een moderne kus. Verzoening van het mannelijke en het vrouwelijke. Vertaald naar een temporeel en globaal perspectief: we gaan van een mannelijke tijd naar een tijd die meer in balans is, naar een evenwichtigere samenleving. Bovenop de zwaarden staan de paradepaardjes van de kunstenaar, namelijk de hen en de haan. De bronzen haan en gouden hen kijken naar elkaar en wijzen naar de regeneratie en bescherming in onze samenleving.
De stad Sint-Truiden kocht De Kus van Koen Vanmechelen aan voor € 160.000.

## Locatie
Het kunstwerk van ereburger Koen Vanmechelen is het decor van Brustempoort in de stad Sint-Truiden. Brustempoort is samen met de Clockempoort de toegangspoorten voor de stad. Het situeert zich op een centrale plaats waar vijf straten - Europaplein, Luikerstraat, Tongersesteenweg, Naamsevest en de Casinostraat - uitmonden, de plek van ontmoeting van alle burgers en zijn bezoekers.

## Galerij

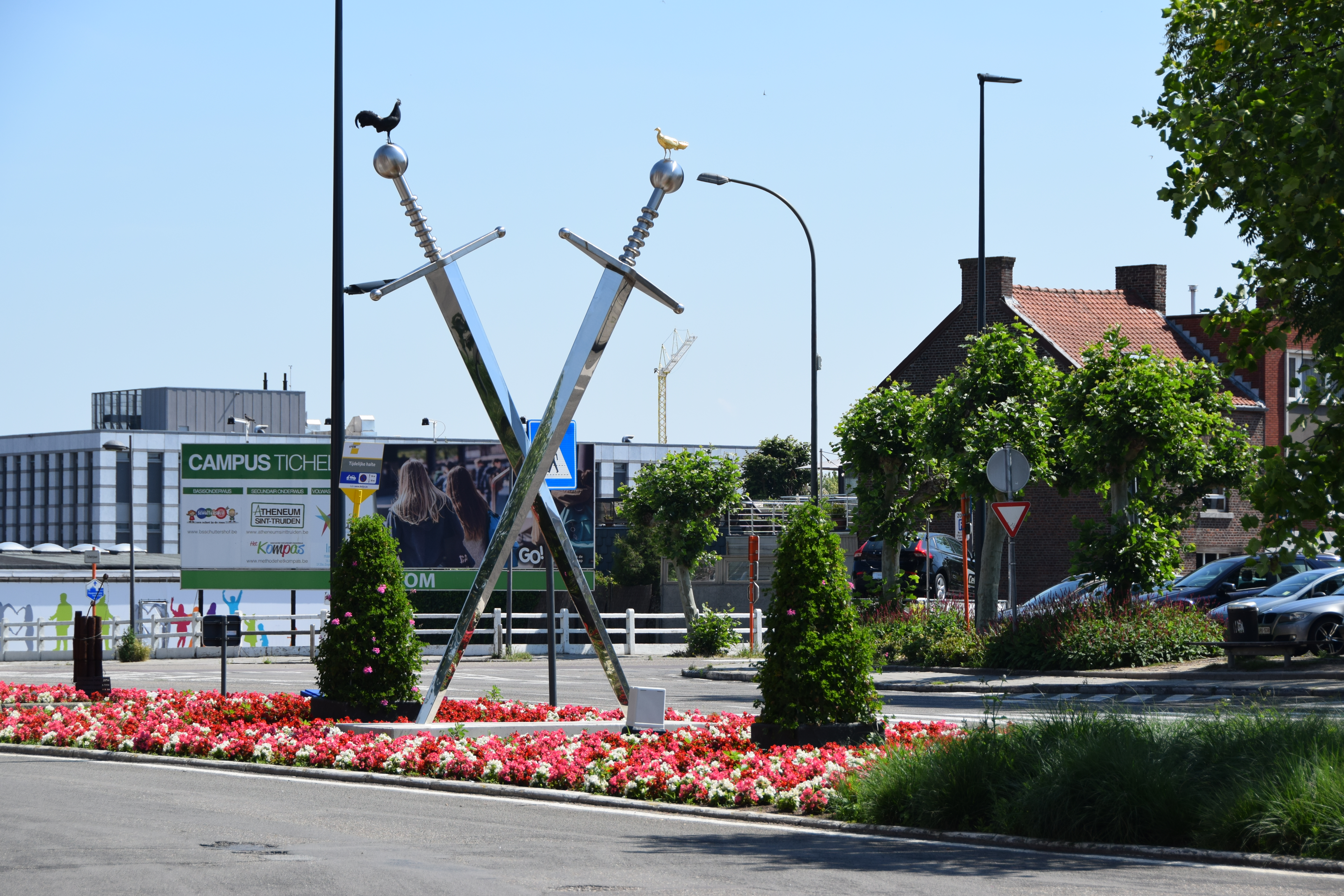
De Kus in Sint-Truiden
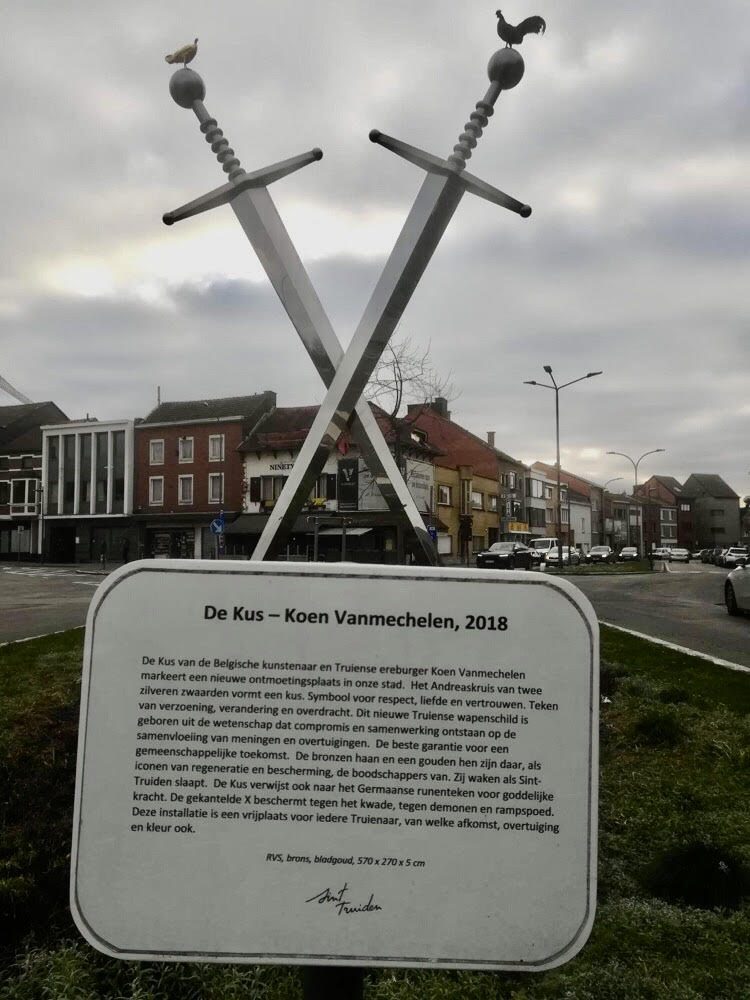
Kunstwerk met informatiebord
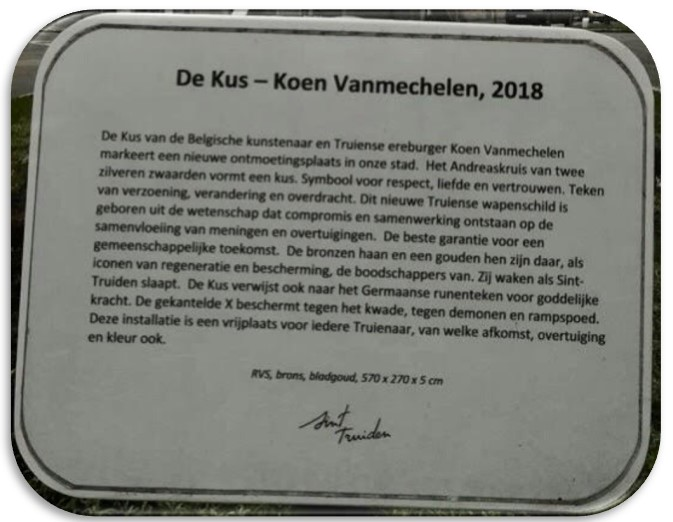
Informatiebord gedetailleerd
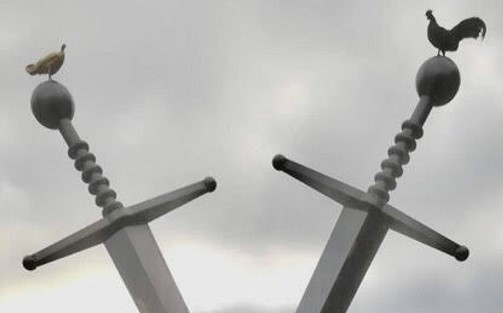
Bovenkant zwaarden (De hen en de haan)